# Polur
Polur é uma panchayat (vila) no distrito de Tiruvanamalai, no estado indiano de Tamil Nadu.

## Geografia
Polur está localizada a 12° 30′ N, 79° 08′ L. Tem uma altitude média de 171 metros (561 pés).

## Demografia
Segundo o censo de 2001,  Polur  tinha uma população de 25,492 habitantes. Os indivíduos do sexo masculino constituem 49% da população e os do sexo feminino 51%. Polur tem uma taxa de literacia de 72%, superior à média nacional de 59.5%: a literacia no sexo masculino é de 79% e no sexo feminino é de 65%. Em Polur, 11% da população está abaixo dos 6 anos de idade.